# Schwanden bei Brienz
Schwanden bei Brienz (toponimo tedesco; fino al 1911 Schwanden) è un comune svizzero di 603 abitanti del Canton Berna, nella regione dell'Oberland (circondario di Interlaken-Oberhasli).

## Geografia fisica

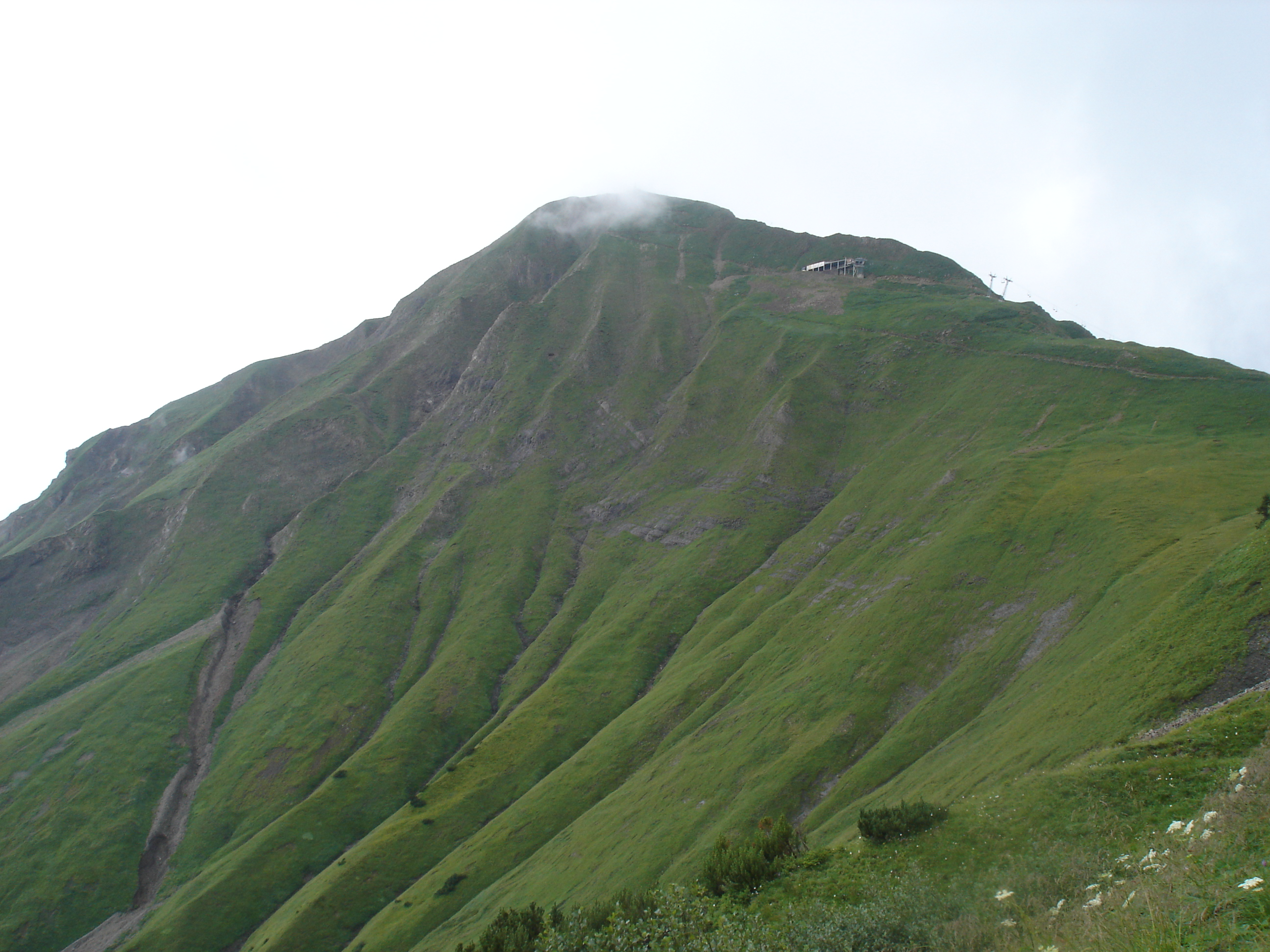
Il Brienzer Rothorn

Schwanden bei Brienz si affaccia sul Lago di Brienz; il territorio comunale comprende parte del Brienzer Rothorn.

## Società

### Evoluzione demografica
L'evoluzione demografica è riportata nella seguente tabella:
Abitanti censiti

## Amministrazione
Ogni famiglia originaria del luogo fa parte del cosiddetto comune patriziale e ha la responsabilità della manutenzione di ogni bene ricadente all'interno dei confini del comune.